# Horastrea indica
Espèce
Statut CITES
Horastrea indica est une espèce de coraux appartenant à la famille des Coscinaraeidae.